# Rythme FM
Pour les articles homonymes, voir rythme.
Rythme FM est un réseau radiophonique québécois appartenant à Cogeco Média. Ce réseau est composé de six antennes situées à Montréal, Trois-Rivières, Sherbrooke, Québec, Saguenay et Gatineau. Elle diffuse surtout de la musique populaire francophone destinée à un public adulte et de la musique anglophone des dernières années de n'importe quel style musical. Sa station de Montréal est la station musicale la plus écoutée dans le marché.

## Histoire
Le nom Rythme FM ayant été utilisé depuis janvier 1999 par sa station mère montréalaise, elle devient le nom d'un réseau le 23 août 2003 avec l'ajout d'une station à Québec, à Trois-Rivières en juin 2004, à Sherbrooke en juillet de la même année.
Au cours des années 2010, des stations affiliées se sont ajoutées en Abitibi-Témiscamingue, en Outaouais, au Saguenay–Lac-Saint-Jean et dans les Laurentides, qui se sont désaffiliées après quelques années.
Au début des années 2020, Cogeco relance une station à Québec sous Rythme FM, et acquiert une station au Saguenay.

## Réseau Rythme FM
| Station   | Fréquence | Ville          |
| --------- | --------- | -------------- |
| CFGL-FM   | 105.7     | Montréal       |
| CJEB-FM   | 100.1     | Trois-Rivières |
| CFGE-FM   | 93.7      | Sherbrooke     |
| CFGE-FM-1 | 98.1      | Magog          |
| CFOM-FM   | 102.9     | Québec         |
| CILM-FM   | 98.3      | Saguenay       |
| CHLX-FM   | 97.1      | Gatineau       |

Rythme FM ne mentionne jamais les lettres d'appel de ses stations en ondes.
Après la vente de la station CJEC-FM de Québec à Leclerc Communication, elle s'est désaffiliée du réseau en mai 2012.
Le 25 août 2014, la station CHLX-FM de RNC Media devient affiliée au réseau Rythme FM.
Le 9 février 2015, les stations CKRS-FM et CKGS-FM de Attraction Radio deviennent affiliées au réseau Rythme FM.
Le 9 mars 2015, la station CHOA-FM de RNC Media devient affiliée au réseau Rythme FM, elle s'est désaffiliée du réseau le 7 août 2017 et devient une station WOW FM.
L'acquisition de CJLA-FM 104,9 Lachute et CHPR-FM 102,1 Hawkesbury par Cogeco en novembre 2018 et transition d'adulte contemporaine en Wow en janvier 2019 a causé la transformation du réseau Rythme en douce adulte contemporaine[Quoi ?], inspirée par la résurgence du format aux États-Unis et au Canada sur la radio MF.
Le 1er juin 2021, Cogeco Média annonce que la station CFOM-FM de Québec (M 102.9) deviendra une station du réseau Rythme FM à partir de la rentrée 2021. La station intègre le réseau le 16 août de la même année, jour de la rentrée radiophonique.
Le 25 avril 2022, la station CILM-FM anciennement propriété d'Arsenal Media, dorénavant propriété de Cogeco Média, redevient une station du réseau Rythme FM au Saguenay.

## Affiliations
Cogeco Média, propriétaire de la marque et des stations Rythme FM s'est associé au courant des dernières années avec d'autres entreprises du monde des médias dans le but d'élargir sa présence sur une plus grande partie du Québec.
En juillet 2014, Cogeco Diffusion, désormais Cogeco Média et RNC Média ont conclu une entente pour transformer la station CHLX-FM en une station diffusant la marque radio Rythme FM. RNC Média qui possède CHLX-FM, sur la fréquence du 97,1 a décidé de ne pas renouveler l'entente en janvier 2017, mais s’est réaffilié au réseau le 25 janvier 2025 ce qui fait en sorte que le réseau Rythme FM est maintenant de retour dans la région de Gatineau/Ottawa après 8 ans d’absence.
Le 2 décembre 2014, Attraction Radio, propriétaire des stations CKRS-FM et CKGS-FM, diffusant sur les fréquences du 98.3 et du 105.5 signe une affiliation avec Cogeco Diffusion, désormais Cogeco Média pour utiliser la marque Rythme FM au Saguenay.
RNC Média s'associe à nouveau avec Cogeco Diffusion, désormais Cogeco Média pour permettre à la population de l'Abitibi-Témiscamingue de syntoniser une station Rythme FM via leur station CHOA-FM, sur les fréquences du 96.5, 103.5 et du 103.9. En juillet 2017, RNC Média annonce qu'elle ne reconduira pas la marque Rythme FM sur sa station CHOA-FM à partir du 7 août 2017,.